# پنی برای صلح
پنی برای صلح (انگلیسی: Pennies for Peace) برنامه‌ای است که توسط مؤسسه آسیای مرکزی حمایت می‌شود، این برنامه خیریه کودکان مدرسه‌ای در ایالات متحده آمریکا توسط گرگ مورتنسون ایجاد شد برای کمک به تأمین مالی پروژه‌های آموزشی مؤسسه آسیای مرکزی که به جمع‌آوری پول می‌پردازد. تمرکز این برنامه بر افزایش آگاهی بین فرهنگی از طریق آموزش برای ترویج صلح است.

## تأسیس
پنی برای صلح در سال ۱۹۹۵ با عنوان «پنی برای پاکستان» تأسیس شد. بنیانگذاران دو معلم مدرسه ابتدایی، سوزی آیزل و سندی هیکیلا، از مدرسه ابتدایی وست ساید در ریور فالز، ویسکانسین، ایالات متحده بودند. آنها از سخنرانی گرگ مورتنسون در مورد شرایط سختی که او برای همه کودکان در کرم (پاکستان) شاهد بود، الهام گرفته بودند. تلاش اولیه ۶۲۰ دلار به صورت پنی جمع‌آوری کرد که به پرداخت هزینه مواد برای ساخت مدرسه در کورف کمک کرد. این برنامه در سال ۱۹۹۷ جایزه یادبود ریچارد لواندوفسکی برای فعالیت‌های بشردوستانه را دریافت کرد که توسط شورای انجمن آموزش ویسکانسین به مدرسه ابتدایی وست ساید اهدا شد.
پنی برای صلح توسط گرگ مورتنسون، مدیر اجرایی CAI راه اندازی شد تا به دانش آموزان در نقاط دور افتاده در شمال پاکستان و افغانستان کمک کند تا آگاهی‌های خود را نسبت به جهان در حال توسعه افزایش دهند و با جمع‌آوری بودجه برای پوشش هزینه‌هایی مانند کاغذ، مداد، کتاب، یونیفورم و میز، به آنها ظرفیت‌های بشردوستی را آموزش دهد.
تا سال ۲۰۱۲، پنی برای صلح بیش از ۱۶ میلیون پنی تولید شده توسط بیش از ۷۰۰ مدرسه در سراسر ایالات متحده جمع‌آوری کرده بود.